# آش گزنه
آش گزنه یا سوپ گزنه یک سوپ سنتی است که از گزنه تهیه می‌شود. سوپ گزنه عمدتاً در بهار و اوایل تابستان که جوانه‌های جوان گزنه جمع‌آوری می‌شود، مصرف می‌شود. امروزه سوپ گزنه بیشتر در کشورهای اسکاندیناوی، ایران، ایرلند و اروپای شرقی با تفاوت‌های منطقه‌ای در دستور پخت مصرف می‌شود. با این حال از نظر تاریخی مصرف گزنه گسترده‌تر بود.

## تاریخچه
خورش گزنه توسط ساکنان بریتانیا و ایرلند در عصر برنز، ۳۰۰۰ سال پیش، خورده می‌شد. مصرف گزنه جوان در اروپای قرون وسطی عمدتاً به عنوان ادرار آور و برای درمان درد مفاصل و آرتریت، دیابت، آکنه، کم خونی، تب یونجه و به عنوان تصفیه کننده خون مورد استفاده قرار می‌گرفت. قبایل مختلف بومیان آمریکا قرن‌ها از گزنه استفاده می‌کردند، از جمله لاکوتا که از ریشه آن برای معده درد استفاده می‌کرد، اوجیبوا از برگ‌های خورش‌شده برای مشکلات پوستی استفاده می‌کرد و از آن برای مبارزه با اسهال خونی استفاده می‌کرد، پوتاواتومی از ریشه برای کاهش تب و وینباگو استفاده می‌کرد. گزنه برای علائم آلرژی
گزنه دارای ارزش غذایی بالایی از جمله کلسیم، منیزیم آهن و ویتامین‌های A و B است. گزنه از نیش

## تغییرات منطقه‌ای
تفاوت‌های منطقه ای و فرهنگی برای دستور العمل‌های سوپ گزنه وجود دارد.

### اسکاندیناوی

#### فنلاند
یکی از غذاهای سنتی محلی سوپ گزنه و ماهی در شهر قرون وسطایی فنلاند پوروو است.

#### سوئد
یک دستور معمول سوئدی برای سوپ گزنه (nässelsoppa) شامل ابتدا سفید کردن گزنه‌ها و سپس صاف کردن آنها از مایع است. سپس مایع را دوباره صاف می‌کنند تا کثیفی (تکه‌های ماسه یا شن) از آن پاک شود. سپس با کره و آرد یک روکش درست می‌کنند و روی آن «آب گزنه» (آبی که گزنه‌ها را در آن سفید می‌کردند) می‌ریزند. گزنه‌ها به همراه سایر مواد که معمولاً شامل پیازچه (یا والک یا سیر) و جعفری فرنگی یا رازیانه است، بسیار ریز خرد شده یا پوره می‌شوند. سپس گزنه‌ها و سبزی‌های خرد شده یا پوره شده را در آب گزنه قرار داده و به جوش می‌آورند و چند دقیقه می‌گذارند تا بجوشد. این سوپ معمولاً با تخم مرغ آب‌پز برش خورده یا کرم فریشه و گاهی با تخم مرغ آب‌پز سرو می‌شود.

### بومی آمریکا
یک دستور پخت سوپ گزنه و کدو گزنه بومی آمریکا، که توسط کالج شمال غربی هند ارائه شده است، شامل گزنه، کدو بلوط، آبگوشت، سیر، پیاز و روغن است. کدو حلوایی بریده می‌شود، دانه‌ها را جدا می‌کنند و برشته می‌کنند. در قابلمه ای جداگانه پیاز و سیر را تفت می‌دهیم تا شفاف شود و سپس کدو و گزنه (که می‌توان پخته یا گزنه تازه) را اضافه کرد. همه آنها با هم به مدت ۲۰ دقیقه در قابلمه را می‌پزند، سپس در مخلوط کن تمام می‌کنند.

### ایران
دستور پخت آش گزنه از استان مازندران ایران وجود دارد. مواد تشکیل دهنده این سوپ دارای تغییراتی است، اما همه دستور العمل‌ها شامل گزنه، سیر، پیاز، نخود، زردچوبه، برنج، عدس، سبزی، روغن یا رب انار یا آب انار است. ترکیبات اختیاری می‌تواند شامل انواع دیگر لوبیا (لوبیا چیتی، باقلا)، چغندر، کدو حلوایی، انواع دیگر سبزی‌ها (سبزیجات محلی شمال ایران زولنگ و اناریجه، اسفناج، تره فرنگی، گشنیز)، آبی که گزنه می‌کند. در پخته شده (برای تهیه سوپ) ذخیره می‌شود و به عنوان نوشیدنی چای، برای اهداف دارویی استفاده می‌شود.

### ایرلند
دستور تهیه سوپ گزنه ایرلندی شامل گزنه، سیب زمینی، خامه، تره فرنگی، پیاز، کره و آبگوشت است. معمولاً سوپ گزنه در فرهنگ سنتی ایرلندی در اواخر بهار (آوریل و می) مصرف می‌شود و با تصفیه خون، کاهش بثورات، «روماتیسم‌ها را دور نگه می‌دارد» و ویتامین‌ها را به رژیم غذایی اضافه می‌کند.

### یونانیان پونتیک
یونانی‌های پونتیک که منشأ آن ترکیه هستند، سوپ گزنه را با تره فرنگی، پیاز، بلغور، سیر و فلفل تند درست می‌کنند. در زبان پونتیک به این سوپ kinteata می‌گویند.

### اروپای شرقی

#### اوکراین
سوپ گزنه اوکراینی (بورشت سبز) دستور پخت شامل پیاز، هویج، سیب زمینی، شوید و گزنه است. کلم اغلب برای افزایش تغذیه اضافه می‌شود. ممکن است گیاهی باشد یا با آب گوشت پخته شود و سوپ گزنه اوکراینی با یک تخم مرغ آب‌پز برش خورده و یک قاشق اسمتانا (محصولات لبنی) سرو می‌شود. معمولاً در اواخر بهار با گزنه تازه طبخ می‌شود. سوپ گزنه اوکراینی نوعی سوپ ترشک است.

#### روسیه
شچی سنتی روسی در فصل بهار با اولین سبزی‌های بهاری از جمله خاکشیر، خرچنگ و گزنه تهیه می‌شود. چنین Shchi «سبز» نامیده می‌شود.